# Kreuzschanze

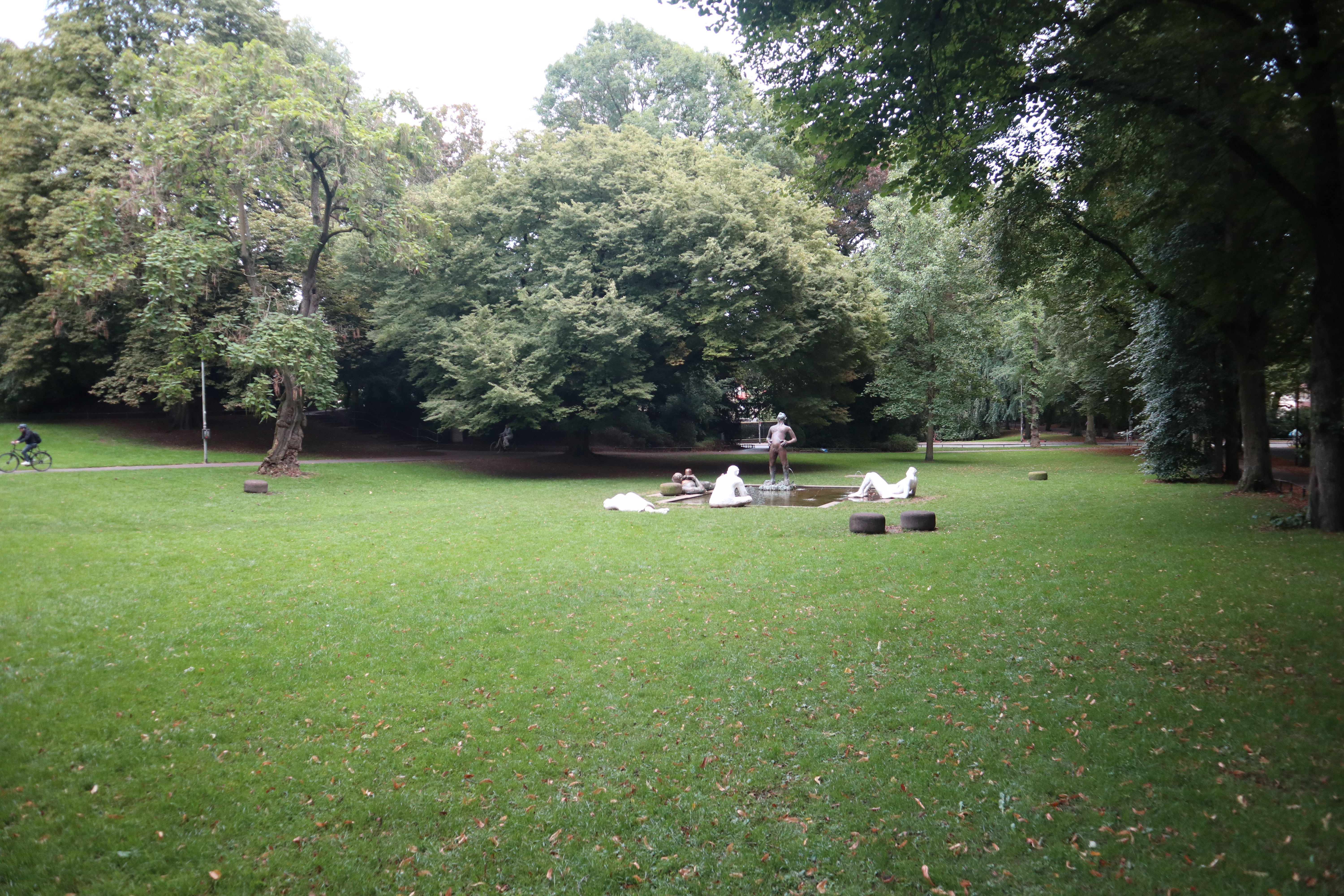
Blick auf die Kreuzschanze nach Osten mit dem Brunnen „Sketch for a Fountain“

Die Kreuzschanze ist eine Grünanlage und ehemalige Schanze am nördlichen Rand des Stadtzentrums von Münster in Westfalen an der Promenade auf Höhe des ehemaligen Kreuztores. Sie entstand zusammen mit den Schanzen am Hörstertor und Servatiitor zwischen 1648 und 1660 und ist die einzige, die noch in ihren vollen Ausmaßen erhalten ist. Ursprünglich war sie zusätzlich durch einen Wassergraben geschützt, der noch in Form von zwei kleinen Teichen erhalten ist. Direkt südöstlich der Schanze befindet sich der Buddenturm als letzter erhaltener Turm der ehemaligen Stadtbefestigung. Etwas westlich der Kreuzschanze an der Kleimannstraße steht ein Batardeau (auch Wasserbär).
Die Umwandlung in eine Grünanlage erfolgte erst im späten 19. Jahrhundert, nachdem die Stadtmauer und Befestigungsanlagen bereits um 1770 geschleift wurden. Verantwortlich für die Umgestaltung waren der Kölner Gartendirektor Adolf Kowallek und der münstersche Stadtrat und Ehrenbürger Adolf Kleimann.

## Denkmäler und Brunnen
An der Kreuzschanze wurden zu Ehren verdienter Künstlern und Gelehrten der Stadt Denkmäler aufgestellt.
Eine Marmorbüste für Annette von Droste-Hülshoff des Bildhauers Anton Rüller wurde 1896 am Kanonengraben aufgestellt und steht seit 1905 auf der Kreuzschanze.
Eine weitere Marmorbüste für Julius Otto Grimm von 1903 stammt ebenfalls von Anton Rüller.
Ein Denkmal für Bernard Altum in Form einer Büste des Bildhauers Wilhelm Bolte wurde im Zweiten Weltkrieg zerstört und 1962 durch ein symbolisches Denkmal in Form einer Eule des in Münster tätigen Bildhauers Arnold Schlick (1896–1978) ersetzt.
Auf der Wiese vor der eigentlichen Schanze befindet sich der Brunnen „Sketch for a Fountain“ ‚Skizze für einen Brunnen‘ der amerikanischen Künstlerin Nicole Eisenman. Der Brunnen war Teil der Skulptur Projekte 2017. Durch die Bürgerinitiative „Dein Brunnen für Münster“ wurde der Brunnen danach für Münster erworben und am 23. September 2021 wieder an der Kreuzschanze aufgestellt.

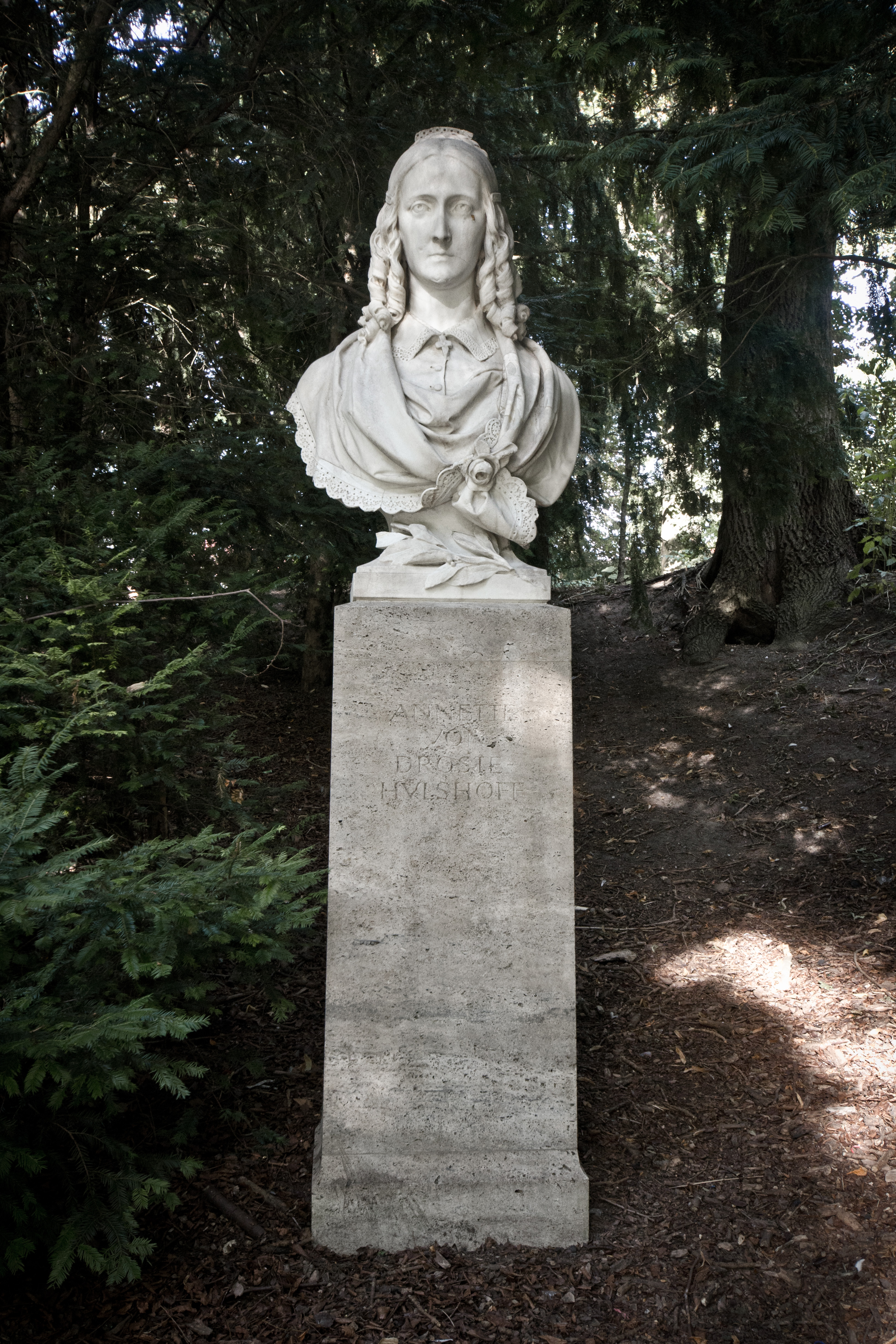
Denkmal für Annette von Droste-Hülshoff
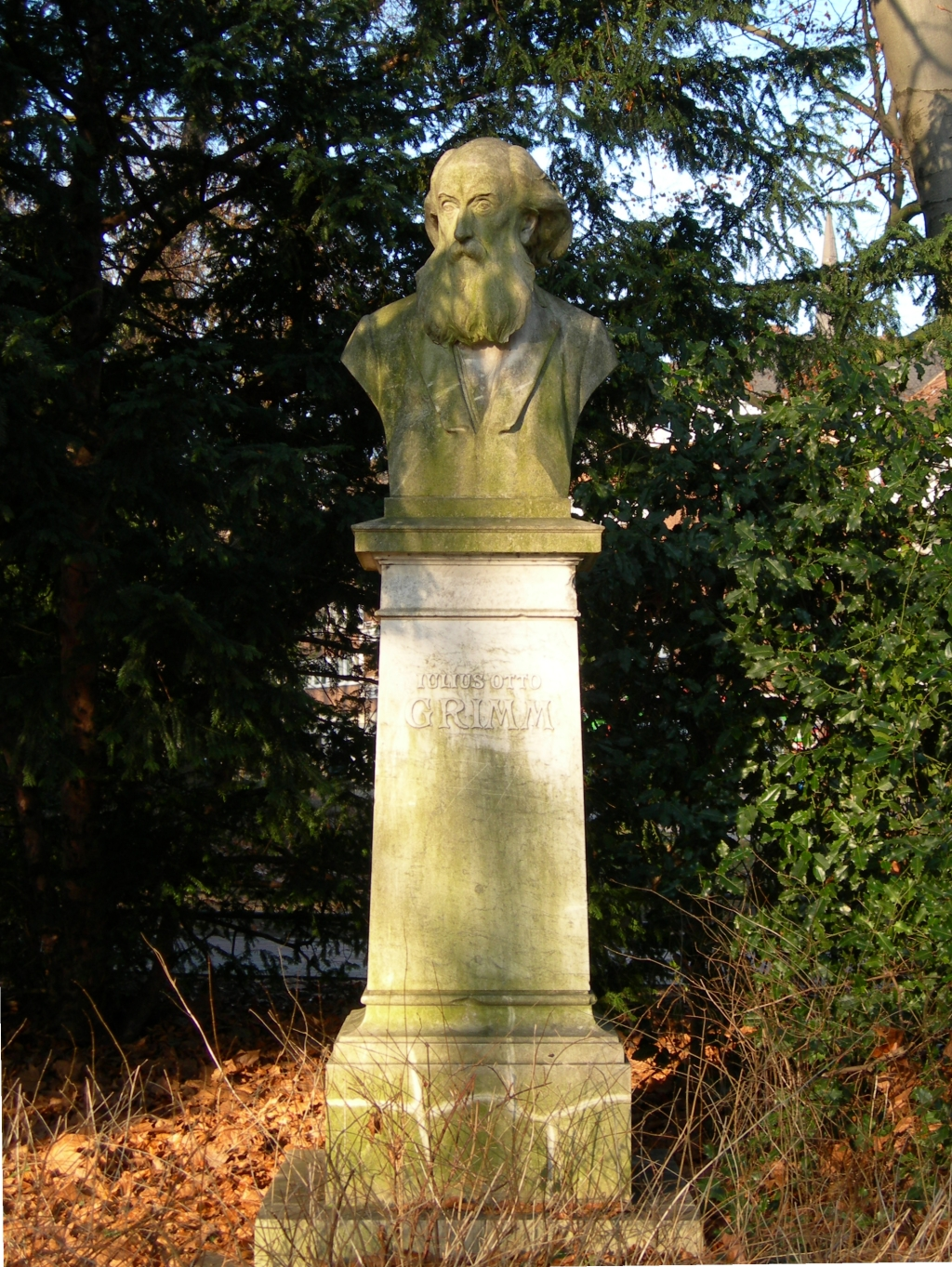
Denkmal für Julius Otto Grimm
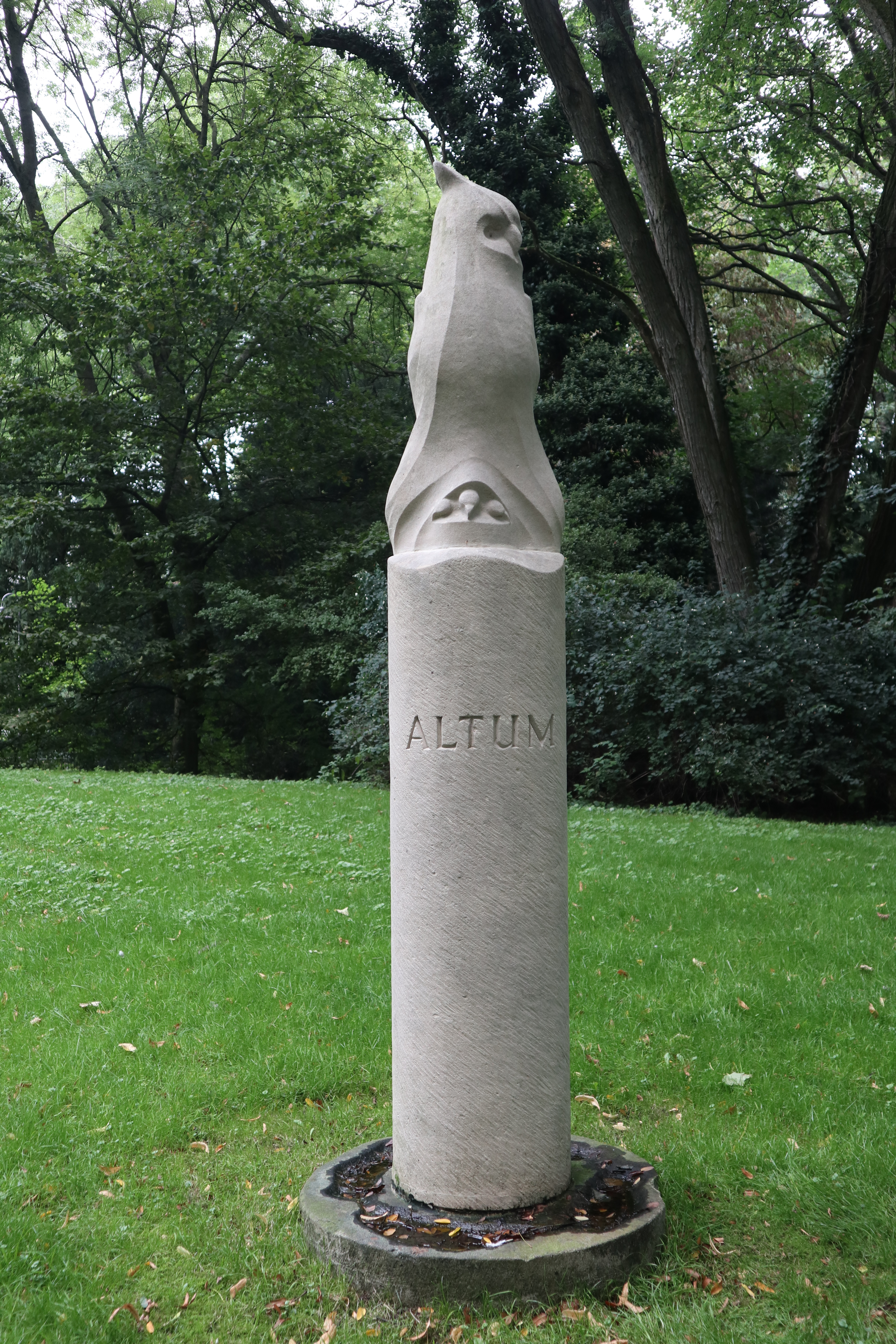
Denkmal für Bernard Altum
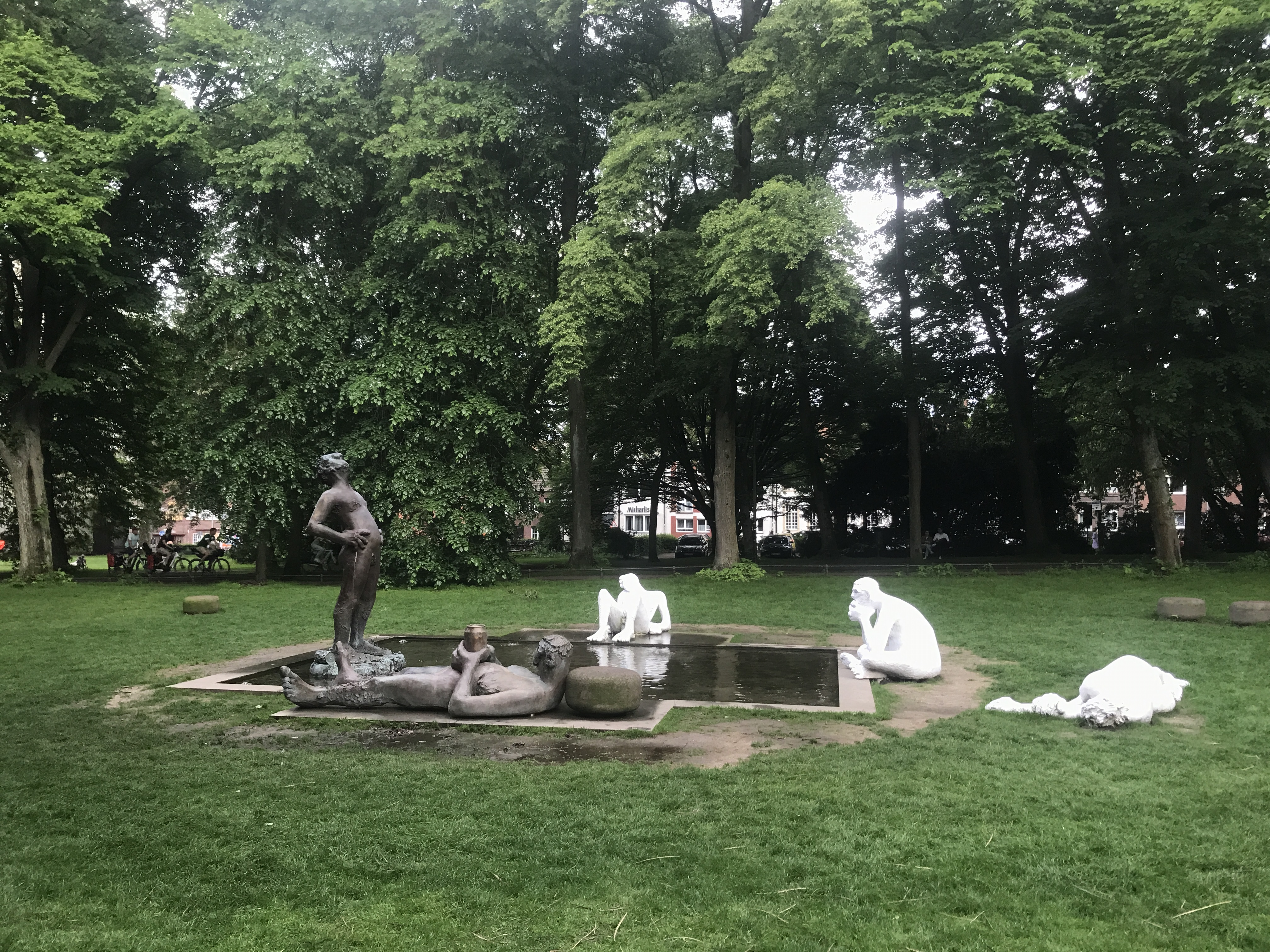
Brunnen „Sketch for a Fountain“